# Прошкин, Владимир Викторович
Влади́мир Ви́кторович Про́шкин (11 июля 1931, Ленинград, СССР - 15 ноября 2021, Санкт-Петербург, Россия) — советский живописец и график, заслуженный художник Российской Федерации (2011), член Санкт-Петербургского Союза художников (до 1992 года — Ленинградской организации Союза художников РСФСР). Представитель династии художников: Анатолий Прошкин (1907—1986), Виктор Прошкин (1906—1983), Марианна Прошкина (1939).

## Биография
Родился 11 июля 1931 года в Ленинграде в семье художников. Его родители — Белаковская Виктория Марковна (1901—1965) и Прошкин Виктор Николаевич (1906—1983) — были известными ленинградскими живописцами, выпускниками ленинградского ВХУТЕИНа.
Учился в Средней художественной школе (1944—1945), в Ленинградском институте живописи, скульптуры и архитектуры имени И. Е. Репина (1951—1957). Занимался у Александра Зайцева, Василия Соколова, Леонида Худякова. В 1957 году окончил институт по мастерской Бориса Иогансона с присвоением звания художника живописи. Дипломная работа — картины «Бухта в Баренцевом море» и «На лесном участке».
Участвовал в выставках с 1957 года, экспонируя свои работы вместе с произведениями ведущих мастеров изобразительного искусства Ленинграда. Писал пейзажи, жанровые картины, натюрморты. Работает в технике масляной живописи, акварели, занимался книжной иллюстрацией, промышленной графикой и оформительским искусством. В 1958 году был принят в члены Ленинградского Союза художников. С 1997 года член Общества акварелистов Санкт-Петербурга.
Среди произведений, созданных Прошкиным, картины «Лёд идёт», «Розы. Натюрморт» (обе 1957), «Кольский залив», «Весенний разлив» (обе 1958), «На трассе газопровода», «Майский день» (обе 1959), «Крымский дворик», «На заливе» (обе 1960), «Рождествено. Пейзаж» (1961), «Стволы яблонь» (1962), «Весной», «Река Оредеж» (обе 1964), «Нарциссы на окне» (1972), «Зимовье», «Пенаты. Пруд» (обе 1973), «Северная ночь. В пути» (1975), «Осенний сад», «Пашня», «Осенние будни» (все 1977), «Перед сенокосом», «Июнь» (обе 1979), «Осенняя погода» (1994), «Утро на реке» (1999), «Ручей в снегу» (2001) и другие.
На рубеже 1980—1990-х годов работы Прошкина в составе экспозиций произведений ленинградских художников были представлены европейским зрителям на целом ряде зарубежных выставок.
Персональные выставки произведений состоялись в 1977 (Ленинград, ЛОСХ), 1997 (Санкт-Петербург, Всероссийский Музей А. С. Пушкина) 2001 (Санкт-Петербург, ЦВЗ «Манеж»), 2004 (Москва, Государственный музей А. С. Пушкина) годах. В 2002 году награждён медалью ордена «За заслуги перед Отечеством» II степени. В 2011 году был удостоен почётного звания Заслуженный художник Российской Федерации. Произведения Прошкина находятся в Русском музее в Санкт-Петербурге, в музеях и частных собраниях России, Латвии, Эстонии, Франции, Италии, Финляндии, Израиле, Японии, Великобритании и других странах.
Умер 15 ноября 2021 года.
Мастерская находилась по адресу Тучков пер., д.  11 / Волховский переулок, д. 5.

## Выставки
- 1957 год (Ленинград): 1917—1957. Выставка произведений ленинградских художников.
- 1958 год (Ленинград): Осенняя выставка произведений ленинградских художников.
- 1960 год (Ленинград): Выставка произведений ленинградских художников 1960 года.
- 1960 год (Ленинград): Выставка произведений ленинградских художников.
- 1961 год (Ленинград): Выставка произведений ленинградских художников.
- 1962 год (Ленинград): Осенняя выставка произведений ленинградских художников.
- 1964 год (Ленинград): Ленинград. Зональная выставка.
- 1965 год (Ленинград): Весенняя выставка произведений ленинградских художников.
- 1973 год (Ленинград): Натюрморт. Выставка произведений ленинградских художников.
- 1974 год (Ленинград): Весенняя выставка произведений ленинградских художников.
- 1975 год (Ленинград): Наш современник. Зональная выставка произведений ленинградских художников.
- 1977 год (Ленинград): Выставка произведений ленинградских художников, посвящённая 60-летию Великого Октября.
- 1978 год (Ленинград): Осенняя выставка произведений ленинградских художников.
- 1980 год (Ленинград): Зональная выставка произведений ленинградских художников.
- Апрель 1991 года (Париж): Выставка «Русские художники».
- Январь 1992 года (Париж): Выставка «Санкт-Петербургская школа».
- 1997 год (Санкт-Петербург): Связь времён. 1932—1997. Художники — члены Санкт-Петербургского Союза художников России.